# Campaña Contra la Discriminación Racial
La Campaña Contra Discriminación Racial en inglés Campaign Against Racial Discrimination (CARD) fue una organización británica, fundada en 1964 activa hasta 1967, ocupada en el seguimiento de la legislación sobre la cuestión de raza. La formación del grupo fue inspirada durante una visita de Martin Luther King a Londres en diciembre de 1964 de camino a Estocolmo para recibir el premio Nobel de la Paz. La activista pacifista de Trinidad y Tobago Marion Glean, entonces estudiante de posgrado en la Escuela de Londres de Economía, organizó con Bayard Rustin para Luther King una reunión con un grupo de activistas y portavoces negros en el Hotel Hilton, donde se formó un comité ad hoc  para crear un movimiento que reclamara "justicia social y se opusiera a todas las  formas de discriminación", lanzando formalmente CARD en la siguiente reunión del 10 de enero de 1965.
Los miembros fundadores de CARD fueron además de Marion Glean, el político Anthony Lester, el Concejal de Condado de Londres David Pitt, el historiador C. L. R. James, Dipak Nandy y el sociólogo Hamza Alavi.